# Demsin
Demsin è una delle 12 municipalità (Ortschaft) che complongono la città tedesca di Jerichow, nel Land della Sassonia-Anhalt.

## Storia
Fino al 31 dicembre 2009 Demsin era un comune autonomo.

## Geografia antropica
La municipalità di Demsin comprende le frazioni (Ortsteil) di Kleinwusterwitz, Kleindemsin e Großdemsin (con le località di Dreihäuser, Binnenheide e Werdershof).